# 威利斯 (佛羅里達州)
威利斯（英語：Willis）是位於美國佛羅里達州卡爾霍恩縣的一個非建制地區。該地的面積和人口皆未知。

## 地理
威利斯的座標為30°33′11″N 85°11′12″W / 30.55306°N 85.18667°W，而該地的平均海拔高度為34米（即112英尺）。